# 스피시즈 2
《스피시즈 2》(영어: Species II)는 미국에서 제작된 페테르 메다크 감독의 1998년 SF 공포 스릴러 영화이다. 1995년 영화 《스피시즈》의 속편이다. 너태샤 헨스트리지, 마이클 매드슨, 마그 헬건버거 등이 출연하였고, 프랭크 맨쿠소 주니어 등이 제작에 참여하였다.
2004년 속편인 텔레비전 영화 《스피시즈 3》(Species III)이 Syfy에서 방영되었다.

## 출연진
- 너태샤 헨스트리지 - 이브 역
- 마이클 매드슨
- 마그 헬건버거
- 제임스 크롬웰
- 마이클티 윌리엄슨
- 리처드 벨저
- 저스틴 러자드
- 세라 윈터
- 조지 전자
- 미리엄 시어
- 피터 보일

## 기타 제작진
- 라인 제작: 비키 윌리엄스
- 배역: 어맨다 매키 존슨, 캐시 샌드리치
- 미술: 밀렌 크레카 클라코비치
- 의상: 리처드 브루노
- 특수 효과: 스티브 존슨스 XFX, H. R. 기거

## 같이 보기
- 에이리언
- 라이프